# 미셸 존슨
미셸 존슨(영어: Michelle Johnson, 1965년 9월 9일 ~ )은 미국의 배우이다.
앵커리지에서 태어났다.

## 출연 작품
- 이터널 리벤지 (1999년)
- 이너 액션 (1997년)
- 러닝 타겟 (1996년)
- 글리머 맨 (1996년)
- 도너 (1995년)
- 테러 존 (1995년)
- 분노의 질주 (1994년)
- 나이트 드림 (1994년)
- 보디 샷 (1993년)
- 닥터 기글 (1992년)
- 아우토반(영어판) (1992년)
- 중년의 함정 (1992년)
- 죽어야 사는 여자 (1992년)
- 파 앤드 어웨이 (1992년)
- 블러드 타이즈 (1991년)
- 행운을 잡은 사나이 (1990년)
- 위험한 승부 (1990년)
- 위험한 살인 (1989, The Jigsaw Murders)
- 왁스웍 (1988년)
- 새들의 반란 (1987년)
- 겅호 (1986년) - 헤더 역
- 리오의 연정 (1984년)
- 퍼니시먼트 파크 (1971년)

### 텔레비전
- 사랑의 유람선 (1977년)